# Winston Smith
Winston Smith este un personaj fictiv al romanului O mie nouă sute optzeci și patru, scris în anul 1948, de către George Orwell. Winston joacă rolul unui om obișnuit pe care autorul îl face protagonist al acțiunii.

## Personajul
Winston Smith lucrează ca funcționar în Departamentul de Înregistrări la Ministerul Adevărului, iar sarcina lui este de a rescrie documente istorice, astfel încât să se potrivească în mod constant cu schimbările cerute în favoarea partidului. Acest lucru implică revizuirea articolelor de ziar și falsificarea fotografiilor. În cea mai mai parte acestea fac referire la „nepersoane”: oameni care s-au împotrivit doctrinei partidului. Față de alți colegi de muncă Winston este suspicios. 
De cele mai multe ori când intră în aria de vedere al tele-ecranului personal este strigat „6079 Smith W”.
Winston întâlnește o femeie tânără și misterioasă pe nume Julia, ce este un membru al Partidului Exterior, iar cei doi devin amanți. Winston ajunge să se cunoască și cu O' Brien, membru al Partidului Interior pe care Winston crede că este, în secret, un membru al Frăției, o organizație de rezistență ce are ca scop răsturnarea Partidului conducător. Crezând că au scopuri comune, Winston și Julia se alătură lui O' Brien.
Cu toate acestea, O' Brien se dovedește a fi un agent al Poliției Gândirii, care i-a supravegheat comportamentul lui Winston timp de șapte ani. Winston și Julia sunt prinși și duși la închisoare. Timp de mai multe luni de tortură din partea lui O' Brien, orice posibilitate de rezistență sau de gândire independentă a lui Smith este distrusă atunci când este obligat să accepte afirmația că 2 + 2 = 5, o expresie care a intrat în dicționarul Nouvorbei și care reprezintă supunerea față de ideologia prezentului. Winston ajunge la Camera 101 și se confruntă cu teama lui cea mai mare: de a fi mâncat de șobolani. Îngrozitde ideea că acest lucru va fi pus în aplicare, dacă el continuă să reziste, o trădează pe Julia și își arată angajamentele sale de loialitate față de Partid, amenințarea cu șobolanii fiind înlăturată. Până la sfârșitul romanului, O' Brien îl torturează pe Winston până îl face un membru de partid care îl iubește cu adevărat pe „Big Brother”. Dincolo de aceste întâmplări, soarta lui Winston rămâne nerezolvată, el își închipuia un proces și o execuție în public; cu toate acestea, romanul în sine se termină cu protagonistul aflat în Chestnut Tree Café, arătând adorare față de „Big Brother”.

## Personalitate

Poziția personajului în acțiune

Winston este prezentat ca fiind un bărbat în vârstă de 39 de ani. Ca și ceilalți oameni descriși în roman, el este un fumător și băutor, de „gin” înrăit. De asemenea are o soție care s-a îndepărtat de el. Suferă de ulcer varicos pe picioare, un punct abordat în mod repetat, aparent pentru a accentua senzația de sărăcie în care trăiește.
Winston are un interes în a căuta poezii uitate în articole vechi de ziare. Chiar înainte de a începe o aventură cu Julia, el se împrietenește cu Charrington, aparent un bătrân comerciant (în realitate, un agent al Poliției Gândirii), care îi vinde un caiet de tip jurnal (nefolosit) și un coral încastrat ornamental într-un bloc de sticlă. Bătrânul îi spune câteva versuri dintr-o poezie numită „Portocale și Lămâi”, determinându-l să caute celelalte versuri uitate de comerciant.

## Concepție
Winston este descris în roman ca fiind un londonez. Prenumele lui face referire la politicianul Winston Churchill, la care s-a adăugat un nume foarte comun de familie (Smith).